# Čermná (ort i Tjeckien, Plzeň)
Čermná är en ort i Tjeckien.   Den ligger i regionen Plzeň, i den västra delen av landet, 110 km sydväst om huvudstaden Prag. Čermná ligger 438 meter över havet och antalet invånare är 221.
Terrängen runt Čermná är platt. Runt Čermná är det ganska glesbefolkat, med 22 invånare per kvadratkilometer. Närmaste större samhälle är Klatovy, 19,8 km sydost om Čermná. Omgivningarna runt Čermná är en mosaik av jordbruksmark och naturlig växtlighet.